# Неделишце
Неделишце (на хърватски: Nedelišće; на унгарски: Drávavásárhely, Дрававашархей) е село в Междумурската жупания в северна Хърватия, административен център на едноименната община, която включва 10 други села в югозападната част на жупанията.
Неделишце е крайградско селище, разположено извън административния център, Чаковец, на около 3 километра от центъра на града. Макар че няма статут на град, село Неделишце е второто най-населено място в административната единица, по данни от преброяването през 2011 г., с 4320 жители.

## История
Неделишце се споменава за първи път през 1226 г. в дарение на унгарския крал Бела IV. Селището е кръстен на деня неделя (на местния кайкавски диалект: nedelja или nedela, тъй като местните хора се кланят на Света Троица, на която е посветена тяхната католическа енория.
През Средновековието селището се превръща в пазарно място. Между 1570 и 1586 г. в Неделишце съществува една от първите хърватски печатници. Първият документ за създаването на местно училище е от 1660 г., когато Межимурие е управлявано от рода Зрински. Местното доброволно пожарно отделение е създадено през 1908 г. и е най-старото в общината.

## В днешно време
Неделишце е седалище на едноименната община. Тя се състои от общо 11 селища, като населението ѝ възлиза на около 11 500 души.
Главният международен път, минаващ през центъра на Неделишце, е важна връзка между Хърватия, Унгария и Словения. През общината преминават и две железопътни линии, една от които свързва Чаковец със словенския град Птуй, а другата свързва града с Вараждин и Загреб.
Неделишце е известен и като място на провеждане на големия ежегоден бизнес панаир в Межимурската жупания, MESAP, който обикновено се провежда през юни и събира различни компании от цялата страна.
Местният спортно-гимнастически център, SGC Aton, се смята за най-добре оборудвания гимнастически център в северозападната част на Хърватия. Местните спортни отбори включват футболния клуб НК Неделишце, който играе в Хърватска трета лига, и волейболния клуб OK Неделишце, който играе във Втора хърватска волейболна лига.
- Църква „Света Троица“
- Центърът на селото
- Местоположение в рамките на Межимурска жупания
- Спортен център 'Aton
- Изложбена зала на ежегодното изложение MESAP, 2011 г.
- Дунковец
- Прететинец